# Keltsko kršćanstvo
Keltsko kršćanstvo, rjeđe irsko kršćanstvo ili otočko kršćanstvo izraz je kojim se u najširem smislu označava kršćanstvo specifično na Britanskom Otočju u doba ranog srednjeg vijeka. Neki autori pod time podrazumijevaju posebnu organizaciju i običaje koje su tamošnje keltsko stanovništvo - prvenstveno u današnjoj Irskoj - činili različitim od "rimskog" kršćanstva kakvo se ispovijedalo na područjima nekadašnjeg Rimskog Carstva izloženima romanizaciji i Velikoj seobi naroda. Kao specifičnosti keltskih kršćana u to doba se najčešće navodi uvođenje tradicije monasticizma, specifičan način računanja datuma Uskrsa, običaj svećeničke tonzure i posebni oblici pokore. U tom smislu se ponekad koristi i izraz keltska crkva, odnosno pretpostavlja se da je ona bila zaseban entitet u odnosu na Katoličku crkvu; taj stav, međutim, nije izražen kod većine povjesničara religije, koji popularnost takvih ideja smatraju posljedicama engleske Reformacije, romantiziranja keltske prošlosti kao i New Age ideja o Keltima kao "plemenitim divljacima" koji su kroz vlastiti oblik kršćanstva zadržali pozitivan paganski stav prema prirodi.